# Pasťák
Pasťák je český film Hynka Bočana podle stejnojmenného románu Karla Misaře. Byl natočen roku 1968, ale konečný sestřih byl proveden až roku 1990, kdy měl film též premiéru. Zachycuje strukturu jednoho pražského „pasťáku“ z pohledu mladého učitele (Ivan Vyskočil), který se tam dostane vlastně shodou okolností z menšího města. Druhou rovinou filmu je psychologický vývoj hlavního hrdiny – reakce na novou zkušenost, která vede až k jeho zkáze.
Film je výjimečným obrazem doby 60. let ČSSR. Autoři si vybrali prostředí mladých delikventů, zavřených v nápravném zařízení, ve kterém je zákon bizarně pokroucen v symbióze tzv. uznávané morálky obecně přijatém režimu s vnitřním mutovaným světem pasťáku. Film je nanejvýš symbolický, jeho děj nelze jednoduše a naturalisticky převyprávět.

## Obsah filmu
Pasťák začíná pohledem na skupinu žáků před školou, do čehož začíná hrát hudba. Dveře se otevírají a žáci vcházejí dovnitř. Poté opět zavřou. Budou se muset ještě otevřít pro opozdilé žáky i pro hlavního hrdinu, který je učitelem na této škole. Na schodech potkává zaměstnance školy a je jimi pokárán. Pokračuje dále do třídy na hodinu biologie, hodina skončí a žáci utíkají pryč. Jde do kabinetu a přistihne kluky kouřit na záchodě, ale ignoruje je. V kabinetu pročítá pozpátku kroniku školy a vtipně komentuje. Natáhne si budík, zapálí cigaretu a usne, ale cigaretou zapálí vycpané zvíře. Když vidí jeho kolega (František Kovářík), jak stoupá od dveří kouř, probudí ho a následně vtrhne do kabinetu. Pak začne hlavního hrdinu kárat. Když se ho zeptá na článek, který měl učitel napsat, nevydrží to, vytáhne kroniku školy a začne poukazovat s nádechem ostudy na fotky dokazující kolegovu nacistickou minulost. Kolega však zbystří a má z fotek radost.
Další scéna zabírá vlakové nádraží, kde stojí učitel (hlavní hrdina) a jeho milá. Hovoří spolu. Učitel si chce najít nové zaměstnaní v Praze. Políbí svoji milou a nastupuje do vlaku. Po cestě do Prahy se objevuje hlavní hrdina v čekárně a zkoumá nefunkční hodiny. Po dlouhé době se konečně dostává do kanceláře úřadu, kde se ovšem dozvídá, že slíbené místo je už zabrané a že je přeřazen do budovy "U dobrého pastýře".
Odchází a během cesty do práce se zastavuje najíst. Při příchodu do budovy se otevřou dveře a je vřele přivítán. Vchází dovnitř, kde jsou všude mříže a ředitel za sebou pilně zamyká každé dveře. Vcházejí k řediteli do kanceláře a hlavní hrdina je seznámen s prací. Je šokován, když mu ředitel ukazuje fotky, jak dopadl jeho předchůdce. Pokračují do jídelny, kde mu je představen pan Helebrant (Jiří Smutný). Potkává se s prvními chovanci. Prohlídka po ústavu pokračuje, přičemž se nakonec dostávají na místo incidentu. Učitel poznává další zaměstnance a věří, že jde pouze o omyl a že zde nemá co dělat. Nakonec ho přesvědčí, že je na správném místě, a je seznámen s během ústavu.
Ten den má už volno a prochází se Prahou. Druhý den dostává oblečení a chovanci na něj čekají připraveni před jízdou do uhelných skladů. Během cesty auto zastavuje u prodejny tabáku, kde je učitel seznámen s rituálem této cesty. Když přijedou do uhelných skladů, nechají v autě konev s pitím. Řidič jim konev hodí a ta se rozlije. Chovanci mají mezi sebou velmi často šarvátky. Přijíždějí do skladů a čekají na šafáře, který jim po malé hádce dá lopaty. Pak teprve začnou překládat uhlí a učitel jde do hospody. Jeden z chovanců, Štrobach (Ivan Chocholouš), na chvíli utíká, ale pak se zase vrací. Učitel všem koupí cigarety a dá jim je za odměnu. Následně jedou všichni zpět do ústavu a sprchují se.
Náhle přichází ředitel a zve si ho k sobě do kanceláře, aby ho pokáral za cigarety a za společnou sprchu, kvůli bezpečnosti. Učiteli jsou ukázány další místnosti a rozhovor s jeho spolupracovníkem působí komicky. Dále jde po schodech dolů, vchází do místnosti, kde sedí skupina chovanců a zasáhne ho bota do hlavy. Kamera podrobně zachycuje náraz jednoho chovance po druhém. Učitel pak vycouvá z místnosti a jde do ložnice, přičemž sdělí jednomu z chovanců Topolovi (Václav Sloup), aby vyhlásil večerku. A tehdy se ukáže, jak pasťák funguje.
V noci pak přiváží bezpečnost přírůstek, který učitel přijímá. Nejdříve jdou spolu do kanceláře a nový přírůstek působí relativně příjemně. Pak je mu přidělena postel a jeden z chovanců říká, že je mu špatně, aby ostatní mohli nového chovance zmlátit. Učitel přibíhá a nachází zmláceného přírůstka a zuří. Dozvídá se o Holubovi (Jiří Krampol), „královi pasťáku“. Pak se zamkne a jde si lehnout, čehož chce využít jeden z chovanců k útěku oknem, ale než se dostane dolů, přibíhá jeden ze zaměstnanců a připraví mu žebřík. Následně jdou probudit učitele, který si toho ani nevšiml.
Další scéna začíná v hospodě a objevuje se „předčítání dopisu“. Učitel tam má schůzku se svoji milou a povídají si o vztahu. Tato scéna končí komickým placením číšníkovi. Hlavní hrdina je pak opilý. Před dveřmi ústavu mu jeho kolega pomůže dovnitř a uloží ho na postel. Následuje hodina matematiky, kde zjistí, že chovanci nejsou příliš vzdělaní a poprvé se dostává do sporu s Holubem. Sice s nim nehne, ale psychologicky v podstatě zvítězí.
Učitel se snaží rozdělit chovancům povinnosti, ale když odejde, Holub rozdá povinnosti sám. Když na to učitel přijde, je naštvaný, ale uvědomuje si, že s tím sám nic neudělá. Po pracích učitel sleduje, jak dva z chovanců z vedoucí skupiny odvádějí nového chovance do své místnosti a tam ho komandují. Učitel je pobouřen, křičí na ně a nadává jim. Když si Holub nechá od něho poručit, jeho postavení v pasťáku klesá.
Další den jdou na hromadnou prohlídku k lékařce. Během prohlídky je vidět, jak jsou všichni, kromě nováčka, potetováni; na konci prohlídky se chlapci zase „kočkují“. Ředitel dává některým chovancům vycházku a učitel se rozhodne nováčka, kterého si oblíbil, vzít pod svým dozorem ven k toulkám Prahou, kde si povídají.
Film pokračuje slavností a učitel opět pochybuje o své současné práci. Po této scéně je záběr na Vltavu a na učitele, který pláče. Další den jedou skládat dřevo a mladý přírůstek se rozhodne utéct, s čímž učitel vůbec nepočítal. Chovanci vášnivě diskutují o útěku, ale než se nadějí, bezpečnost (policie) přiváží nováčka zpátky do pasťáku. Učitel hovoří s policisty a dozví se, že mu nováček celou dobu lhal, a je z toho zklamaný. Policisté řeknou, že se pro nováčka ráno staví a odjíždějí. Chovanci ho znovu ztlučou a učitel ho odnese na samotku, kde zjistí, že si nechal udělat tetování i on. Další den se chovanci fotí ve vánici a bezpečnost (policie) nováčka odváží.
K večeru někteří chovanci přinášejí pytle s ovocem, které rozdávají; učitel však několika větami radostnou náladu ruší a vrací se napětí. Film pokračuje koulovačkou na dvoře a soupisem vánočních dárků. Chovanci mají vycházku na nákup vánočních dárků, procházejí se Prahou a poté se připravují na vánoční večeři. Ředitel rozdá po večeří všem chovancům dárky, učitel pouští vánoční hosty z pasťáku. Chovanci popíjejí a mají spolu potyčky. Pak přiběhne Topol a začne bezmocně, téměř se slzami v očích, říkat, že mu ukradli fotky a tak dále. Učitel se rozzlobí a jde okamžitě k vedoucí skupině do pokoje, kde postupně rve přikrývky z postelí. Podívá se s Holubovi do očí a strhne i poslední přikrývku z Holubovy postele.
V tu chvíli Holub udeří pěstí učitele, kterému začne téct krev z nosu. Začnou se prát a přiběhnou další chovanci, přičemž se Topol i další přidávají na Holubovu stranu. Někteří stojí v pozadí a přihlížejí. Nakonec učitel upadne a chovanci se rozejdou. Zavládne chvíle ticha, Topol se vrací k tělu učitele pro klíče. Chovanci začnou všechno kolem rozbíjet a utíkají z pasťáku do města. Za chvíli přijíždí k pasťáku bezpečnost (policie), ale pasťák už je prázdný. Film končí záběrem na bezvládné tělo učitele na místě, kde byl zbit.